# Condado de Hants
O Condado de Hants é um dos 18 condados da província canadense de Nova Escócia. A população do condado é de cerca de 41.182 habitantes e a área territorial é de 3.049,08 quilômetros quadrados.